# Instytut Lotnictwa
Sieć Badawcza Łukasiewicz – Instytut Lotnictwa – instytut badawczy z siedzibą w Warszawie istniejący od 1926 roku.
Działalność placówki skupia się na świadczeniu usług projektowych, inżynierskich i badawczych w zakresie lotnictwa i kosmonautyki. Instytut prowadzi współpracę międzynarodową z krajami Unii Europejskiej i transatlantycką w zakresie (przede wszystkim z firmą General Electric w ramach Engineering Design Center): silników lotniczych, aerodynamiki, konstrukcji lotniczych i badań materiałowych. Sieć Badawcza Łukasiewicz – Instytut Lotnictwa współpracuje także z Boeingiem, Airbusem i Pratt & Whitney oraz prowadzi badania dla innych sektorów gospodarki. W roku 2019 Instytut dołączył do Sieci Badawczej Łukasiewicz.

## Historia

### Przed II wojną światową
Historia Instytutu Lotnictwa sięga początków niepodległości Polski, ale oficjalną datą rozpoczęcia działalności Instytutu jest 1 sierpnia 1926 roku. W początkowej fazie swojego funkcjonowania Instytut działał jako wojskowy Instytut Badań Technicznych Lotnictwa, następnie Instytut Techniczny Lotnictwa. Nazwa ta przetrwała do początku II wojny światowej. Profil działalności w latach 1926–1939 skupiał się przede wszystkim na badaniu i certyfikowaniu samolotów. Wszystkie polskie przedwojenne samoloty wojskowe były badane i certyfikowane w Instytucie. W okresie przed wybuchem II wojny światowej w Instytucie badano samoloty PZL P.11, PZL.23 Karaś, PZL.37 Łoś, PZL.38 Wilk, PZL.44 Wicher oraz samoloty RWD. Instytut wydawał zeszyty naukowe, które zawierały tłumaczenia fachowej, zagranicznej literatury lotniczej, metody obliczeń aerodynamicznych i wskazówki i przepisy dotyczące budowy sprzętu lotniczego.
W latach wojny Instytut przerwał swoją działalność, ale kadra pozostała w ścisłym związku z lotnictwem, podejmując pracę w renomowanych placówkach zagranicznych, szczególnie w Anglii, a także opracowując strategie reaktywacji ośrodka po wojnie.

### Po II wojnie światowej
W 1945 roku powołany został Instytut Techniczny Lotnictwa, który ulokowano w ocalałych budynkach na warszawskim Okęciu. 1 kwietnia 1948 roku Instytut zmienił nazwę na Główny Instytut Lotnictwa, a 3 marca 1952 roku nadano mu nazwę, którą posługuje się do dziś – Instytut Lotnictwa. Okres powojenny to czas, w którym kadra naukowo-badawcza i konstruktorska zajmowała się głównie projektowaniem i wytwarzaniem licencyjnych dwupłatowców Po-2 oraz samolotu myśliwskiego MiG-15.
W początkowej fazie swojej powojennej działalności w Instytucie opracowywano silniki pulsacyjne i strumieniowe. W początkowym okresie swojego funkcjonowania działalność Instytutu skupiała się nad badaniem sprzętu pozyskanego z ZSRR, wprowadzanego do licencyjnej produkcji w kraju. Obok tych prac, prowadzono również badania nad konstrukcjami rodzimej myśli technicznej. W 1946 roku pracowano nad samolotem LWD Szpak, rok później nad pierwszym szybowcem IS-1 Sęp, po którym były SZD-6 Nietoperz, SZD-8 Jaskółka, SZD-9 Bocian, SZD-19 Zefir, SZD-24 Foka. Na początku 1949 roku został przekazany do Głównego Instytutu Lotnictwa pierwszy powojenny motoszybowiec Pegaz konstrukcji inż. Tadeusza Chylińskiego napędzany pierwszym polskim powojennym silnikiem lotniczym, gdzie 16 lipca tegoż roku odbył się jego oblot oraz próby fabryczne i homologacyjne. W 1950 roku na zlecenie Dep. Lotnictwa Cywilnego Ministerstwa Komunikacji w Głównym Instytucie Lotnictwa została dokonana przez inż. Tadeusza Chylińskiego przeróbka jednego z samolotów łącznikowych Piper Cub zakupionych przez Polskę z demobilu amerykańskiego na wersję sanitarną. Prototyp otrzymał znak rejestracyjny SP-ARF. Zbudowano serię 14 szt. wersji sanitarnej Pipera Cub i przekazano Lotniczemu Pogotowiu Sanitarnemu gdzie były używane w 14 miastach wojewódzkich Polski do końca maja 1955 r., po czym zostały skasowane. W 1952 roku utworzono w Instytucie płatowcowe biuro konstrukcyjne pod kierunkiem inż. Tadusza Sołtyka. Zaprojektował on samoloty PZL TS-8 Bies i pierwszy polski samolot odrzutowy TS-11 Iskra, do którego silnik również został zaprojektowany w pracowniach Instytutu. W 1954 powstało także biuro F. Misztala, gdzie opracowano samolot pasażerski PZL MD-12. Inżynierowie Instytutu pod kierunkiem Bronisława Żurakowskiego zaprojektowali również pierwsze rodzime konstrukcje śmigłowców: BŻ-1 GIL, BŻ-4 Żuk i JK-1 Trzmiel. W 1957 roku biura konstrukcyjne przeniesiono do Ośrodka Konstrukcji Lotniczych przy WSK-Okęcie. W Instytucie prowadzono również prace związane z agrolotnictwem, w 1972 roku zaprojektowano i zbudowano latające laboratorium Lala-1. Był to mocno zmodyfikowany samolot An-2, na którym badano technologie użyte później przy budowie samolotu PZL M-15 (Belphegor).
Oprócz konstrukcji samolotowych placówka zaczęła się specjalizować w projektowaniu i badaniach obiektów latających, takich jak rakiety i cele latające, m.in. opracowano projekty celi latających TC-1, TC-2, Spec-3, Spec-4 oraz rakiety meteorologicznej Meteor 1. Kolejne lata działalności Instytutu, to przede wszystkim praca nad programem stworzenia samolotu szkolno-bojowego dla wojska, czego efektem był projekt samolotu I-22 Iryda. W instytucie zaprojektowano też czteromiejscowy, kompozytowy samolot osobowy I-23 Manager, dwumiejscowy samolot szkolny I-25 As, dwumiejscowy śmigłowiec szkolno-patrolowy IS-2 oraz poduszkowiec patrolowo-ratunkowy PRP-560 Ranger.

### Po 2000 roku
W kwietniu 2000 roku Instytut Lotnictwa wraz z GE podpisały porozumienie, które zapoczątkowało współpracę polskich inżynierów z amerykańskim koncernem. Na mocy porozumienia powstało Engineering Design Center.
3 lipca 2024, korzystając z norweskiego kompleksu testowego Andøya Space Sub-Orbital, Instytut Lotnictwa ze wsparciem finansowym Polskiej Agencji Kosmicznej dokonał pomyślnego wystrzelenia pierwszej polskiej rakiety suborbitalnej ILR-33 BURSZTYN 2K, która osiągnęła pułap 101 km. Rakieta korzystała z opracowanego w Instytucie Lotnictwa napędu wykorzystującego 98% nadtlenek wodoru jako utleniacz.

## Struktura
Instytut dzieli się na osiem głównych pionów merytorycznych:
- Centrum Badań Materiałów i Konstrukcji (CBMK) – zajmuje się badaniami materiałów i struktur wysoko obciążonych mechanicznie i cieplnie[8].
- Centrum Technologii Bezzałogowych (CTB)
- Centrum Technologii Energetycznych (CTE)
- Centrum Technologii Lotniczych (CTL) – realizuje duże projekty innowacyjne wspólnie z partnerami z Unii Europejskiej. Specjalizuje się w dwóch obszarach: lotnictwo lekkie oraz kosmonautyka[9].
- Centrum Technologii Kompozytowych (CKT) – jego misją jest świadczenie usług badawczych w zakresie materiałów kompozytowych oraz dostarczanie nowych technologii wytwarzania dla przemysłu lotniczego[10].
- Centrum Technologii Kosmicznych (CTK) – zajmuje się prowadzeniem badań naukowych w zakresie technologii kosmicznych dla potrzeb ich implementacji przez przedsiębiorców w układzie krajowym oraz międzynarodowym[11].
- Centrum Usług Inżynierskich (CUI)
- Engineering Design Center (EDC) – współpracuje w ramach partnerstwa strategicznego z firmą General Electric. Specjalizuje się w ekspertyzach i pracach badawczo-rozwojowych w zakresie lotniczych silników odrzutowych oraz dziedzin pokrewnych[12].

## Działalność

### Naukowa

#### Projekty badawcze

##### Międzynarodowe i własne[13]
- Projekty własne
  - Badanie struktur kriogenicznych i polodowcowych wybranych okołobiegunowych obszarów Marsa na podstawie danych spektrometrycznych i obrazowych.
  - Badanie własności mikromechanicznych polikrystalicznych materiałów dwufazowych z wykorzystaniem metod dyfrakcyjnych oraz modeli krystalograficznych.
  - BAKOMET – Opracowanie bezadhezyjnego połączenia metal-kompozyt do wprowadzania obciążeń skupionych w pierwszorzędowe struktury warstwowe z preimpregnatów węglowych.
  - INNOLOT – Zaawansowane techniki wytwarzania zespołu turbiny napędowej.
  - MICROS – Mikrosensoryczna technologia pomiaru funkcji życiowych żołnierza – element indywidualnego systemu, nawigacja autonomiczna żołnierza.
  - MISTERY – Metodyka syntezy systemu sterowania statkiem powietrznym z uwzględnieniem sytuacji podwyższonego ryzyka.
  - Objęcie ochroną patentową na wybranych rynkach europejskich wynalazku pt. „Sposób otrzymania nadtlenku wodoru zwłaszcza klasy HTP do zastosowań napędowych i układ do destylacji próżniowej” złożonego do Urzędu Patentowego RP pod numerem P.403721.
  - OTEST – Innowacyjny optonumeryczny system do pomiaru pól przemieszczeń i analizy właściwości mechanicznych materiałów i elementów konstrukcji inżynierskich w różnych warunkach środowiskowych.
  - PRELOT – Opracowanie technologii wytwarzania lotniczych struktur kompozytowych z preimpregnatów węglowych z pominięciem procesu autoklawowego.
  - Wykonanie modelu numerycznego heliopauzy z uwzględnieniem pola magnetycznego.
  - Analiza pracy systemu hybrydowego układu zasilania bezzałogowych systemów latających (BSL) – gospodarka energią.
  - Budowa geologiczna najstarszych marsjańskich kraterów z okresu Late Heavy Bombardment na podstawie danych spektrofotometrycznych z sond Mars Express i Mars Reconnaissance Orbiter oraz analiza porównawcza z najstarszymi ziemskimi kraterami impaktowymi na podstawie zdjęć satelitarnych.
  - Butterfly Wing – Demonstrator klapki mechanizacji skrzydła typu „Butterfly Wing” z wykorzystaniem materiału magnetoreologicznego – zadanie 1.
  - COMOZ – Budowa, rozwój i uruchomienie Centrum Operacyjnego Misji Obserwacyjnych Ziemi.
  - Detekcyjny system antykolizyjny śmigłowca z funkcją przewidywania manewru omijania przeszkód terenowych.
  - MOSUPS – Dynamicznie podobny MOdel Samolotu w Układzie Połączonych Skrzydeł.
  - ILX-27 – Bezzałogowy śmigłowiec – robot do zadań specjalnych.
  - STARLET
- 7. Program Ramowy
  - COMROTAG – Development and Testing of Computational Methods to Simulate Helicopter Rotors with Active Gurney Flap.
  - DART – Direct Air Transport.
  - ERA – Integrated Demonstrator for Autonomous Atol, Auto Taxi and Emergency Recovery for RPAS Air Traffic Insertion.
  - FAMEC – Badania wytrzymałościowe i analiza mechanizmu zniszczenia superstopu na bazie niklu.
  - GRACE – Green bi-propellant apogee rocket engine for future spacecraft.
  - HYPROGEO – Hybrid Propulsion Module for transfer to GEO orbit.
  - AEROFAST – Aerocapture for future space transportation – Przechwytywanie aerodynamiczne w przyszłym transporcie kosmicznym.
  - AEROPORTAL – Portal wspomagający działalność badawczo-rozwojową ponad 7 tys. małych i średnich przedsiębiorstw lotniczych.
  - ASCOS – Aviation Safety and Certification of new Operations and Systems – Bezpieczeństwo lotnictwa i certyfikacja nowych operacji i systemów.
  - CopAIR-LA – Akcja koordynacyjna dla wspólnych projektów europejskich – Akcja wspierająca europejską współpracę badawczą w lotnictwie z krajami Ameryki Łacińskiej.
  - CARGOMAP – Air cargo technology road map – Plan działań technologicznych na rzecz samolotu transportowego.
  - ESPOSA – Efficient Systems and Propulsion for Small Aircraft – Wydajne systemy i napęd dla małych samolotów.
  - GRASP – Green Advanced Space Propulsion – Alternatywne materiały pędne do zastosowań kosmicznych.
  - PULCHER – Pulsed Chemical Rocket with Green High Performance Propellants.
  - SAT – Small Air Transport Rdmp – Mały transport lotniczy.
  - TFAST – Transition Location Effect on Shock Wave Boundary Layer Interaction.
- 6. Program Ramowy (2002 – 2009)
  - FLITE 2 – Flite test easy- extension – Badania modalne konstrukcji samolotów w czasie lotu.
  - AERONET III – Aircraft Emission and Reduction technologies – Akcja koordynująca działania w obszarze wpływu zagrożeń emitowanych przez lotnictwo i technologie ograniczenia zagrożeń.
  - ADLAND – Adaptive Landing Gears for Improved Impact Absorption – Opracowanie sterowalnych podwozi lotniczych w celu poprawy absorpcji energii uderzenia.
  - SCRATCH IV – Support for Collaborative Aeronautical Technical Research – Akcja wspierająca udział małych przedsiębiorstw w projektach Programu Ramowego – edycja IV.
  - HISAC – HIGH SPEED ENVIRONMENTALLY FRIENDLY AIRCRAFT – Oszacowanie wykonalności nowego naddźwiękowego pasażerskiego samolotu odrzutowego.
  - AirTN – AIR TRANSPORT NET – Akcja koordynująca dotycząca zwiększenia globalnej konkurencyjności UE w lotnictwie.
  - UFAST – Unsteady effects of shock wave induced separation – Interferencja fal uderzeniowych w opływie profilu lotniczego.
  - SOFIA – Safe Automatic Flight Back and Landing of Aircraft – Systemu FRF bezpiecznego powrotu samolotu na ziemię.
  - EPATS – European Personal Air Transportation System – Europejski System Transportu Samolotami Osobowymi.
  - CESAR – Cost effective small aircraft – Projekt zintegrowany zorientowany na zaprojektowanie małego ekonomicznego samolotu transportowego.
  - SCRATCH – Support for Collaborative Aeronautical Technical Research – Akcja wspierająca udział małych przedsiębiorstw w projektach 6 Programu Ramowego – kontynuacja.
  - SUPERSKYSENCE – Smart Maintenence of hydraulic fluid using on board monitoring and reconditioning system – Inteligentny monitoring płynu hydraulicznego na pokładzie samolotu.
  - DRESS – Distributed and Redundant Electro Mechanical Nose Gear Steering System – Elektro-mechaniczny system sterowania podwozia przedniego samolotu transportowego.
- 5. Program Ramowy (2001 – 2005)
  - HELIX – Innovative aerodynamic high lifts concepts – Nowoczesne aerodynamiczne systemy mechanizacji skrzydła.
  - HiReTT – High Reynolds number tools and techniques for civil transport aircraft design – Narzędzia i Techniki Projektowania w Zakresie Dużych Liczb Reynoldsa dla Samolotów Komunikacyjnych.
  - UAVNET– Civilian UAV Thematic Network: Technologies, Application – Cywilne Samoloty Bezpilotowe: Technologia, Zastosowanie, Certyfikacja.
  - NAS-TAURUS – Technology development for aeroelastic simulations on unstructured grids – Opracowanie technologii symulacji aeroelastycznej na siatkach niestrukturalnych.
  - X2-Noise – Thematic Network on Aeroacoustics of New Aircraft & Engine Configurations – Impact of Aircraft Noise on Future Designs – Sieć tematyczna w obszarze aeroakustyki nowych samolotów i konfiguracji silników.
  - FLITE – Flite test easy – Polepszenie procedur badania w locie dynamiki strukturalnej samolotu w warunkach naturalnych wzbudzeń.
  - ViewLS – Clear Views on Clean Fuels – Strategie rozwoju paliw alternatywnych w Europie-udział honorowy jako tzw. Diamond VIP.
- EUREKA
  - FLITE – Flight test easy – Polepszenie procedur badania w locie dynamiki strukturalnej samolotu w warunkach naturalnych wzbudzeń.
  - FLITE 2 – Flight Test Easy Extension – Badania modalne konstrukcji samolotów w czasie lotu.
  - IMPERIA – Poprawa Trwałości Zmęczeniowej Połączeń Nitowych Stosowanych w Konstrukcjach Lotniczych.

##### Program Operacyjny Innowacyjna Gospodarka[14]
- HESOFF – Ocena wpływu nawozów fosforynowych na stan zdrowotny lasu zobrazowany za pomocą fotowoltaicznego Bezzałogowego Statku Powietrznego (BSP).
- Nabycie praw ochrony własności przemysłowej metody szybkiej estymacji właściwości aerosprężystych samolotu w czasie prób flatterowych w locie.
- Nowoczesne technologie materiałowe stosowane w przemyśle lotniczym.
- OTEST – Innowacyjny opto-numeryczny system do pomiaru pól przemieszczeń i analizy właściwości mechanicznych materiałów i elementów konstrukcji inżynierskich, w różnych warunkach środowiskowych.
- Lekki szybowiec wyczynowy o innowacyjnej konstrukcji skrzydła.
- Modernizacja i budowa nowej infrastruktury naukowo-badawczej Wojskowej Akademii Technicznej i Politechniki Warszawskiej na potrzeby wspólnych numeryczno-doświadczalnych badań lotniczych silników turbinowych.
- Nowoczesny wirnik autorotacyjny.
- Rozwój platformy informatycznej konsolidującej i wirtualizującej serwery Instytutu Lotnictwa dla transferu wiedzy technologii oraz bezpieczeństwa zasobów IT.
- Sieciowe Laboratorium Badań Flatterowych.
- Silnik turbinowy z detonacyjną komorą spalania.
- TEBUK – Opracowanie technologii badań odporności na uszkodzenia lotniczych i kosmicznych kompozytowych struktur nośnych.
- Technologia wdrożenia do praktyki gospodarczej nowego typu wiropłata.

###### Horyzont 2020[15]
- SAT-AM – More Affordable Small Aircraft Manufacturing.

### Edukacyjna

#### Noc w Instytucie Lotnictwa
Wydarzenie po raz pierwszy odbyło się 23 października 2009 roku. Impreza przyciąga gości, którzy mogą zobaczyć i dowiedzieć się wszystkiego o Instytucie Lotnictwa oraz zaczerpnąć wiedzy o technologiach badawczych. Jest to największa nocna impreza edukacyjna, która ma na celu popularyzację sektora lotniczego i kosmicznego w Polsce oraz promocję zawodów inżynierskich. Podczas wydarzenia prezentowane są laboratoria, tunele aerodynamiczne, poszczególne zakłady i pracownie oraz inne obiekty na terenie Instytutu Lotnictwa. W wydarzeniu udział biorą także zaproszone firmy i urzędy związane z lotnictwem, uczelnie wyższe, instytucje badawcze, aerokluby, studenckie koła naukowe, linie lotnicze, organizacje, stowarzyszenia, szkoły oraz przedsiębiorstwa przemysłowe. Wśród prezentowanych maszyn są samoloty, śmigłowce, bezzałogowce i inne konstrukcje latające. Na terenie Instytutu Lotnictwa można było obejrzeć do tej pory: CASA C-295, Cessnę 172 Skyhawk, samolot MP-02 Czajka, replikę RWD-5, formację samolotów AT-3, śmigłowiec SW-4 Solo RUAS, bezzałogowy śmigłowiec do zadań specjalnych ILX-27, śmigłowiec Robinson R-44, śmigłowiec Lotniczego Pogotowia Ratunkowego, śmigłowiec PZL Mi-2, samolot PZL TS-11 Iskra, samolot PZL I-22 Iryda, Jak-23, samolot PZL TS-Bies, poduszkowiec, motoszybowiec Fregata, szybowiec Mucha, sterowiec, wiatrakowce, bezzałogowe pojazdy latające, latające demonstratory technologii, pokazy modeli RC do akrobacji halowej, latawce profesjonalne, łaziki marsjańskie (Magma 2, Hyperion, Skarabeusz), samolot-platformę MJ-7 Szogun, bezzałogowy statek powietrzny „Pszczoła”. bezzałogowy statek latający FlyEye, model pierwszego polskiego satelity PW-Sat, model śmigłowca AgustaWestland AW149, model śmigłowca W-3PL Głuszec, makietę samolotu LWD Junak. Program imprezy zawiera spotkania z naukowcami, inżynierami, pilotami cywilnymi i wojskowymi, członkami grup akrobacyjnych, grup rekonstrukcyjnych, spadochroniarzami oraz innymi zaproszonymi gośćmi. Wśród prelegentów i gości specjalnych, którzy pojawili się w dotychczasowych edycjach Nocy byli m.in. generał Mirosław Hermaszewski, piloci F-16, konstruktor śmigłowca Black Hawk, grupa akrobacyjna „Żelazny”. Wśród instytucji i firm, które wzięły udział w imprezie do tej pory są m.in.: PZL Świdnik, PZL Mielec, WB Electronics, Instytut Techniczny Wojsk Lotniczych, Centrum Badań Kosmicznych PAN, Lotnisko im. Fryderyka Chopina, Port Lotniczy Warszawa-Modlin, Politechnika Warszawska, Wyższa Szkoła Szkół Oficerskich Sił Powietrznych, Aeroklub Polski, Straż Pożarna, Muzeum Lotnictwa Polskiego w Krakowie, Centrum Nauki Kopernik, Lotnicze Pogotowie Ratunkowe, Instytut Pamięci Narodowej, Wrocławskie Centrum Badań EIT+, Fundacja Zabytki Polskiego Nieba. Rekordową liczbę odwiedzających odnotowano podczas 7. Nocy w Instytucie Lotnictwa, na którą przybyło ponad 37 000 tysięcy odwiedzających.

#### Klasa lotnicza
Instytut Lotnictwa objął patronatem edukacyjnym klasę o profilu lotniczym w Gimnazjum nr 114 z Oddziałami Integracyjnymi w Warszawie. Pierwsi uczniowie rozpoczęli w niej naukę w roku szkolnym 2015/2016.
Uczniowie klasy lotniczej realizują ścieżkę edukacyjną pod nazwą „wiedza o lotnictwie”. Przez trzyletni okres kształcenia na poszczególnych lekcjach z fizyki, geografii, biologii, chemii, historii, WOS-u, matematyki, zajęć technicznych oraz w-fu i godziny wychowawczej uczniowie są zapoznawani z elementami wiedzy o lotnictwie.
W ramach współpracy część zajęć odbywa się w Instytucie Lotnictwa pod okiem ekspertów.
Era Inżyniera
Instytut Lotnictwa wraz z kilkudziesięcioma partnerami uruchomił w 2008 roku ogólnopolski program skierowany do prawie 3 milionów młodzieży ze szkół gimnazjalnych i ponadgimnazjalnych oraz ich rodziców i nauczycieli przedmiotów ścisłych. Program ten został objęty patronatem ministrów: gospodarki, nauki i szkolnictwa wyższego oraz edukacji narodowej.
Program miał na celu popularyzację i podniesienie prestiżu zawodu inżyniera, co miało doprowadzić do zwiększenia liczby osób świadomie wybierających studia inżynierskie. Jego zadaniem było także zachęcenie do nauki przedmiotów ścisłych. W tym celu utworzona została ogólnopolska sieć partnerska, w skład której wchodziły uczelnie techniczne, przedsiębiorstwa innowacyjne, instytucje naukowe, szkoły, stowarzyszenia i wydawnictwa.

#### Stypendium im. Justyny Moniuszko
W 2010 roku Instytut Lotnictwa i firma General Electric stworzyły stypendium naukowe im. Justyny Moniuszko, która zginęła w katastrofie polskiego Tu-154 w Smoleńsku, przeznaczone dla najlepszych studentów Wydziału Mechanicznego Energetyki i Lotnictwa Politechniki Warszawskiej.

#### Modelarnia lotnicza
Instytut Lotnictwa oraz Liga Przyjaciół Polskiego Lotnictwa organizują dla zainteresowanych zajęcia w modelarni lotniczej.

#### Praktyki
Instytut Lotnictwa prowadzi całoroczny nabór na staże i praktyki dla studentów i studentek uczelni technicznych. W trakcie praktyk studenci uczestniczą w codziennych pracach zespołów badawczych oraz realizują zlecone zadania pod okiem doświadczonych inżynierów.

#### Wykłady na uczelniach
Wśród pracowników naukowych Instytutu Lotnictwa są uznani profesorowie, członkowie oraz przewodniczący licznych komitetów i stowarzyszeń naukowo-badawczych oraz doświadczeni inżynierowie, którzy chętnie dzielą się swoją wiedzą ze studentami najlepszych uczelni technicznych w kraju i zagranicą.

### Społeczna

#### Partnerstwo na rzecz realizacji celów zrównoważonego rozwoju w Polsce
27 czerwca 2018 roku w Ministerstwie Przedsiębiorczości i Technologii odbyło się Krajowe Forum Interesariuszy Agendy 2030 poświęcone Agendzie 2030 i celom zrównoważonego rozwoju (SDGs). W ramach wydarzenia odbyła się uroczystość przyjęcia kolejnych sygnatariuszy „Partnerstwa na rzecz realizacji celów zrównoważonego rozwoju w Polsce”. W imieniu Instytutu Lotnictwa podpis pod wspólną Kartą Partnerstwa złożył Zastępca Dyrektora Instytutu Lotnictwa – Sylwester Wyka.

#### Karta Różnorodności
8 października 2014 roku Instytut Lotnictwa oraz General Electric Company Polska zostały sygnatariuszami Karty Różnorodności. Karta Różnorodności jest pisemną deklaracją, podpisywaną przez pracodawcę, który zobowiązuje się do wprowadzenia zakazu dyskryminacji w miejscu pracy i podejmowania działań na rzecz tworzenia i promocji różnorodności oraz wyraża gotowość organizacji do zaangażowania się w te działania. Inicjatorem powstania Karty Różnorodności w Polsce jest Forum Odpowiedzialnego Biznesu.

#### Bieg Instytutu Lotnictwa
19 października 2014 roku po raz pierwszy na terenie Instytutu Lotnictwa rozegrano zawody biegowe na dystansie 5 km. W zawodach wzięło udział ok. 400 biegaczy – pracowników Instytutu Lotnictwa i General Electric Company Polska, studentów, przedstawicieli branży lotniczej oraz innych grup. W ramach imprezy odbywa się też bieg skierowany do najmłodszych. Inicjatorem corocznej imprezy jest Engineering Design Center.

#### Współpraca z Ośrodkiem Pomocy Społecznej
Instytut Lotnictwa od kilku lat aktywnie wspiera Ośrodek Pomocy Społecznej dzielnicy Włochy m.st. Warszawy. Podopieczni ośrodka uczestniczą w spotkaniach opłatkowych oraz innych uroczystościach świątecznych.
Ponadto, Instytut Lotnictwa we współpracy z kołami naukowymi działającymi na uczelniach technicznych oraz stowarzyszeniami i firmami działającymi na rynku usług oświatowych organizuje imprezy edukacyjne pt. „Zabawy z nauką”, podczas których dzieciom prezentowane są zjawiska, prawa fizyczne, chemiczne, w sposób odbiegający od tych przedstawianych w sposób konwencjonalny w pracowniach szkolnych.

#### Wolontariat
Instytut Lotnictwa powołał do współpracy grupę wolontariuszy, którzy aktywnie włączają się w działalność proedukacyjną, prozdrowotną oraz prospołeczną prowadzoną przez Instytut. Wolontariusze pomagają m.in. przy organizacji „Nocy w Instytucie Lotnictwa”, „Biegu Instytutu Lotnictwa” oraz wydarzeń o charakterze jubileuszowym i imprez okazjonalnych.

## Konferencje

### Fatigue of aircraft structures
Organizatorem spotkań z zakresu zmęczenia struktur lotniczych jest Centrum Badań Materiałów i Konstrukcji w Instytucie Lotnictwa. Tematyka konferencji obejmuje:
- całościowe testy zmęczeniowe samolotów i elementów konstrukcji samolotów,
- zmęczenie materiałów i konstrukcji,
- zaawansowane materiały i innowacyjne koncepcje strukturalne,
- tolerancję uszkodzeń w projektowaniu konstrukcji samolotów,
- wydłużenie żywotności i zarządzanie wiekowymi flotami,
- monitorowanie stanu konstrukcji i masy,
- wzrost pęknięć zmęczeniowych i metody przewidywania żywotności,
- inspekcje NDT,
- rozważanie zdatności do lotu[29].

Od 2007 roku konferencja gromadzi ekspertów w dziedzinie badań materiałowych dla przemysłu lotniczego oraz badań struktur lotniczych. Wśród prelegentów dotychczasowych edycji byli przedstawiciele wielu polskich instytucji naukowo-badawczych oraz firm i zakładów działających w przemyśle lotniczym: Instytutu Lotnictwa, Instytutu Technicznego Wojsk Lotniczych, Polskich Zakładów Lotniczych w Mielcu, Wojskowej Akademii Technicznej.

### Polsko-Amerykańska Konferencja Nauki i Technologii
Instytut Lotnictwa wspólnie z Ohio State University jest organizatorem cyklu polsko-amerykańskich konferencji na temat nauki i technologii. Głównym celem konferencji jest wymiana myśli oraz zacieśnienie relacji między polskimi i amerykańskimi partnerami w zakresie innowacyjnych rozwiązań oraz wysokich technologii. Zadaniem uczestników konferencji jest określenie kondycji i kierunków rozwoju polsko-amerykańskiej współpracy w zakresie nauki i technologii, a także wyzwań i problemów związanych z ich realizacją. W wydarzeniu biorą udział przedstawiciele administracji rządowej, uczelni, instytucji i ośrodków naukowo-badawczych, a także przedstawiciele różnych gałęzi gospodarki. Konferencja dzieli się na poszczególne sesje naukowe (technologie lotnicze, energia i środowisko, obrona i bezpieczeństwo oraz edukacja techniczna). Polsko-Amerykańska Konferencja Nauki i Technologii jest organizowana od 2000 roku z inicjatywy dr hab. inż. Witolda Wiśniowskiego, ówczesnego dyrektora Instytutu Lotnictwa. Z konferencją związane jest czasopismo naukowe Journal of Polish-American Science and Technology.

### Polsko-Brazylijska Konferencja Nauki i Technologii
Instytut Lotnictwa oraz Uniwersytet w Brasilii (Universidade de Brasilia) zorganizowały wspólnie w 2015 roku pierwszą polsko-brazylijską konferencję nauki i technologii. Konferencja jest wzorowana na Polsko-Amerykańskiej Konferencji Nauki i Technologii i ma na celu przybliżenie i nawiązanie współpracy między uniwersytetami, instytutami, przemysłem oraz agendami rządowymi Polski i Brazylii. Konferencja jest organizowana na mocy porozumienia zawartego 15 kwietnia 2015 roku o powołaniu Polsko-Brazylijskiego Centrum Doskonałości Wysokich Technologii Lotniczych i Kosmicznych pomiędzy Instytutem Lotnictwa i Uniwersytetem w Brasilii.

### KONES
Instytut organizuje od 1975 roku serię międzynarodowych konferencji naukowych – KONES – dotyczących zespołów napędowych oraz środków transportu. Instytut wydaje też związane z konferencjami KONES czasopismo naukowe Journal of KONES.

### Europejskie Forum „Marketing Instytucji Naukowych i Badawczych”
Instytut Lotnictwa od 2009 roku organizuje coroczną konferencję poświęconą prezentacji najnowszych wyników badań oraz rozwiązań praktycznych stosowanych przez instytucje naukowe i badawcze (instytuty, uczelnie, parki technologiczne z całej Europy). Europejskie Forum „Marketing Instytucji Naukowych i Badawczych” stwarza okazję do wymiany poglądów i bezpośredniego spotkania z wiodącymi naukowcami z kraju i zagranicy, ale przede wszystkim do zapoznania się z aktualnymi trendami, nowymi narzędziami z zakresu marketingu instytucji naukowych i badawczych. Konferencja podzielona jest na sesje tematyczne. Uczestnicy konferencji biorą udział także w warsztatach oraz sesji plakatowej. Z konferencją związany jest kwartalnik naukowy Marketing Instytucji Naukowych i Badawczych. W czasopiśmie publikowane są artykuły z zakresu teorii i praktyki marketingu, zakresu i możliwości stosowania marketingu w polskiej i światowej praktyce gospodarczej. Prezentowane są także doświadczenia polskich i zagranicznych organizacji związanych z nauką i badaniami.

### Krajowe Forum Wiropłatowe
Od 1995 roku Instytut Lotnictwa organizuje Krajowe Forum Wiropłatowe. Konferencja jest skierowana do osób zainteresowanych tematyką wiropłatów. W trakcie Forum prezentowane są najnowsze wyniki badań naukowych oraz przedstawiane są informacje o działalności, osiągnięciach i problemach związanych z wiropłatami w Polsce oraz za granicą. Tematyka konferencji obejmuje produkcję, eksploatację, nadzór, badania, rozwój i szkolenie. Uczestnicy wygłaszają referaty przeglądowe. Prezentowane są także wyroby związane z techniką śmigłowcową. W 2015 roku odbyła się jubileuszowa, dziesiąta edycja konferencji, połączona z obchodami 60-lecia rozpoczęcia produkcji śmigłowców w PZL-Świdnik.

### Konferencje okolicznościowe
Instytut Lotnictwa jest organizatorem wielu konferencji, sympozjów i seminariów naukowych poświęconych pamięci wybitnych postaci związanych z lotnictwem oraz związanych z jubileuszami ważnych wydarzeń historycznych w Polsce i na świecie. Ponadto organizowane są spotkania inicjujące oraz podsumowujące projekty badawcze oraz spotkania okolicznościowe krajowych i zagranicznych organizacji lotniczych i kosmonautycznych.

## Publikacje
Wydawnictwa Naukowe Instytutu Lotnictwa wydają artykuły oraz książki inżynierów lotniczych i pracowników Instytutu Lotnictwa oraz autorów zatrudnionych w innych, związanych z lotnictwem instytucjach i organizacjach. Wydawnictwa publikują siedem serii wydawnictw:
- „Prace Instytutu Lotnictwa – Transactions of the Institute of Aviation” – artykuły o głównych pracach i projektach Instytutu Lotnictwa, pracach statutowych, badaniach sponsorowanych przez Ministerstwo Nauki i Szkolnictwa Wyższego, własne materiały konferencyjne i materiały zaproszonych gości, materiały z sympozjów i inne komunikaty w językach polskim i angielskim, a także prace habilitacyjne pracowników Instytutu Lotnictwa,
- „Biblioteka Naukowa Instytutu Lotnictwa” – książki z zakresu nauki o lotnictwie i pokrewnych dziedzinach, głównie monografie,
- „Journal of Polish-American Science and Technology” – czasopismo naukowe dotyczące problemów z zakresu przedsiębiorczości, szans i wyzwań jakie stawia polsko-amerykańska współpraca, a także zagadnienia z zakresu energetyki, technologii kosmicznych i telekomunikacji, inżynierii biomedycznej, ochrony zdrowia oraz ochrony środowiska,
- „Biblioteka Historyczna”– publikacje dotyczące rozwoju techniki polskiej i światowej, wkładu polskich inżynierów w rozwój lotnictwa, rozwoju myśli naukowej i badań,
- „Fatigue of aircraft structures”– seria monograficzna poświęcona najnowszym badaniom nad zmęczeniem struktur lotniczych wykonanych przez autorów,
- „Marketing Instytucji Naukowych i Badawczych” – kwartalnik prezentujący aktualne trendy, najnowsze wyniki badań oraz rozwiązania praktyczne w zakresie marketingu stosowane przez instytucje naukowe i badawcze, m.in. instytuty, uczelnie, parki technologiczne z całej Europy,
- Publikacje jubileuszowe – książki nawiązujące do okrągłych rocznic działalności Instytutu Lotnictwa oraz inne książki historyczne i naukowo-techniczne związane z lotnictwem[43].

### Biblioteka Instytutu Lotnictwa
Biblioteka Naukowo-Techniczna Instytutu Lotnictwa powstała w 1926 roku. Pełni ona rolę centralnej biblioteki lotniczej w Polsce. Księgozbiór jej liczy około 80 000 woluminów książek i około 70 tytułów czasopism krajowych i zagranicznych. W zbiorach znajduje się ponadto około 5500 mikrofilmów z prac i publikacji naukowych oraz firmowe materiały reklamowe. Biblioteka posiada również zbiory lotnicze przekazane z zagranicy, takie jak księgozbiór Czesława Zbierańskiego, a także zbiór prac dyplomowych, doktorskich i habilitacyjnych wykonanych w Instytucie.

## Współpraca

### Współpraca krajowa
Instytut Lotnictwa na rynku krajowym współpracuje z uczelniami technicznymi, instytutami naukowymi, jednostkami badawczo-rozwojowymi, centrami transferu wiedzy oraz organizacjami przemysłowymi m.in. Siłami Powietrznymi, EADS-PZL, PZL-Świdnik, PZL-Mielec, Wojskowymi Zakładami Lotniczymi nr 1, Politechniką Warszawską, Instytutem Technicznym Wojsk Lotniczych, Wyższą Szkołą Oficerską Sił Powietrznych w Dęblinie.

### Współpraca międzynarodowa
Instytut Lotnictwa prowadzi szeroką współpracę z wieloma uczelniami, instytucjami naukowymi, ośrodkami badawczymi i laboratoriami przemysłowymi z Europy, Ameryki, Azji, Australii, czy Afryki.

#### Ohio State University
Instytut Lotnictwa w Warszawie, Ohio State University w Columbus w stanie Ohio, USA oraz Wydział Mechaniczny Energetyki i Lotnictwa Politechniki Warszawskiej podpisały trójstronną umowę o współpracy naukowej oraz wymianie kulturalnej.

#### Universidade de Brasilia
W październiku 2014 roku Instytut Lotnictwa oraz Uniwersytet w Brasilii (Universidade de Brasilia) podjęły decyzję o rozpoczęciu współpracy. Obie strony powołały Polsko-Brazylijskie Centrum Doskonałości Wysokich Technologii Lotniczych i Kosmicznych, do którego zadań będzie należało koordynowanie współpracy naukowej pomiędzy Instytutem Lotnictwa i Uniwersytetem w Brasilii, oraz innymi polskimi i brazylijskimi instytucjami i przemysłem.

#### Wymiana studencka i doktorancka
W ramach Students Exchange Program, który rozpoczął się w styczniu 2014 roku Instytut Lotnictwa przyjmuje na trzymiesięczne staże naukowe grupy studentów z Ohio State University.
W styczniu 2015 roku rozpoczęła się wymiana doktorantów pomiędzy Instytutem Lotnictwa a Ohio State University.

## Przynależność do organizacji
Instytut Lotnictwa przynależy do liczących się krajowych i światowych organizacji badawczych i technicznych:
- Aerospace and Defence. Industries Association of Europe (ASD),
- American Helicopter Society,
- AVIA-SPLot Sieć Porozumienia Lotniczego,
- Centrum Zaawansowanych Technologii AERONET – Dolina Lotnicza,
- EREA – European Research Establishments in Aeronautics Association,
- Federacja Firm Lotniczych Bielsko,
- ICAS – International Council of the Aeronautical Sciences,
- IFAR – International Forum on Aeronautical Research,
- Polska Izba Gospodarcza Zaawansowanych Technologii,
- Polska Platforma Technologiczna Lotnictwa,
- Polska Platforma Technologii Kosmicznych,
- Polskie Towarzystwo Naukowe Silników Spalinowych,
- Polsko-Hiszpańska Izba Gospodarcza,
- Stowarzyszenie Polskiego Przemysłu Lotniczego,
- Technology Partners,
- The International Committee on Aeronautical Fatigue,
- X3-NOISE – Aircraft External Noise Research Network And Coordination,
- Związek Pracodawców Przedsiębiorstw Przemysłu Obronnego i Lotniczego,
- Związek Pracodawców Sektora Kosmicznego.